# Gryphoceratops
Gryphoceratops é um gênero de dinossauro da família Leptoceratopsidae. Há uma única espécie descrita para o gênero Gryphoceratops morrisoni. Seus restos fósseis foram encontrados na formação Milk River em Alberta, Canadá, e datam do Cretáceo Superior.